# 제33회 청룡영화상
제33회 청룡영화상은 2012년 11월 30일에 열린 시상식이다.

## 수상 및 후보

### 최우수 작품상
- 피에타 - 김기덕 수상
- 광해, 왕이 된 남자 - 추창민
- 도둑들 - 최동훈
- 범죄와의 전쟁 : 나쁜놈들 전성시대 - 윤종빈
- 부러진 화살 - 정지영

### 감독상
- 부러진 화살 - 정지영 수상
- 피에타 - 김기덕
- 범죄와의 전쟁 : 나쁜놈들 전성시대 - 윤종빈
- 도둑들 - 최동훈
- 광해, 왕이 된 남자 - 추창민

### 남우주연상
- 범죄와의 전쟁 : 나쁜놈들 전성시대 - 최민식 수상
- 완득이 - 김윤석
- 부러진 화살 - 안성기
- 광해, 왕이 된 남자 - 이병헌
- 범죄와의 전쟁 : 나쁜놈들 전성시대 - 하정우

### 여우주연상
- 내 아내의 모든 것 - 임수정 수상
- 러브픽션 - 공효진
- 화차 - 김민희
- 댄싱퀸 - 엄정화
- 피에타 - 조민수

### 남우조연상
- 내 아내의 모든 것 - 류승룡 수상
- 범죄와의 전쟁 : 나쁜놈들 전성시대 - 곽도원
- 이웃사람 - 마동석
- 광해, 왕이 된 남자 - 장광
- 화차 - 조성하

### 여우조연상
- 연가시 - 문정희 수상
- 도둑들 - 김해숙
- 댄싱퀸 - 라미란
- 완득이 - 박효주
- 이웃사람 - 장영남

### 신인남우상
- 건축학개론 - 조정석 수상
- 범죄와의 전쟁 : 나쁜놈들 전성시대 - 김성균
- 도둑들 - 김수현
- 무서운 이야기 - 유연석
- 내 아내의 모든 것 - 이광수

### 신인여우상
- 은교 - 김고은 수상
- 파파 - 고아라
- 건축학개론 - 수지
- 공모자들 - 정지윤
- 코리아 - 한예리

### 신인감독상
- 공모자들 - 김홍선 수상
- 바람과 함께 사라지다 - 김주호
- 이웃사람 - 김휘
- 밍크코트 - 신아가 외 1명
- 시체가 돌아왔다 - 우선호

### 촬영상
- 은교 - 김태경 수상
- 범죄와의 전쟁 : 나쁜놈들 전성시대 - 고낙선
- 광해, 왕이 된 남자 - 이태윤
- 건축학개론 - 조상윤
- 도둑들 - 최영환

### 조명상
- 은교 - 홍승철 수상
- 도둑들 - 김성관
- 건축학개론 - 박세문
- 광해, 왕이 된 남자 - 오승철
- 범죄와의 전쟁 : 나쁜놈들 전성시대 - 이승원

### 음악상
- 범죄와의 전쟁 : 나쁜놈들 전성시대 - 조영욱 수상
- 광해, 왕이 된 남자 - 김준성 외 1명
- 내 아내의 모든 것 - 김준성 외 1명
- 건축학개론 - 이지수
- 댄싱퀸 - 황상준

### 미술상
- 광해, 왕이 된 남자 - 오흥석 수상
- 은교 - 김시용
- 건축학개론 - 우승미
- 내 아내의 모든 것 - 전경란
- 범죄와의 전쟁 : 나쁜놈들 전성시대 - 조화성

### 기술상
- 도둑들 - 유상섭 수상
- 도둑들 - 정윤헌 수상
- 광해, 왕이 된 남자 - 권유진 외 1명
- 광해, 왕이 된 남자 - 남나영
- 연가시 - 서상화
- 은교 - 송종희

### 각본상
- 범죄와의 전쟁 : 나쁜놈들 전성시대 - 윤종빈 수상
- 내 아내의 모든 것 - 민규동 외 1명
- 도둑들 - 이기철 외 1명
- 건축학개론 - 이용주
- 광해, 왕이 된 남자 - 황조윤

### 인기스타상
- 범죄와의 전쟁 : 나쁜놈들 전성시대 - 하정우 수상
- 도둑들 - 김수현 수상
- 러브픽션 - 공효진 수상
- 건축학개론 - 수지 수상

### 한국영화 최다관객상
- 도둑들

### 단편영화상
- 밤 - 강원 수상
- 더 엑스 - 김석환
- 辛 소림사 주방장 2 - 리건
- 구멍 - 안준성